# Sylvan Lake (South Dakota)
Der Sylvan Lake ist einer von fünf Seen im Custer State Park in den Black Hills im US-Bundesstaat South Dakota. Der See entstand im Jahr 1881, als Theodore Reder, der Erbauer und Besitzer der Sylvan Lake Lodge, den Sunday Gulch Creek mit einer Mauer staute. Der etwa 10 Meter hohe Sylvan Lake Water Dam befindet sich an der engsten Stelle der umgebenden Berge auf der nordwestlichen Seeseite.

## Nutzung
Der See und seine Umgebung bieten Möglichkeiten zum Klettern, zum Schwimmen, zum Wandern auf diversen zum Teil befestigten Wanderwegen und einen Bootsverleih. Ein Campingplatz ist in unmittelbarer Nähe. Weiterhin befindet sich die im frühen 20. Jahrhundert erbaute Sylvan Lake Lodge am See. Sylvan Lake ist ein sehr beliebter Ort für Hochzeiten und andere besondere Anlässe.

## Zugang
Der See kann über den Needles Highway erreicht werden. In Seenähe befinden sich kostenpflichtige Parkplätze. Es gibt gut ausgebaute Wanderwege.

## Film
Szenen des im Jahr 2007 von Disney gedrehten Films Das Vermächtnis des geheimen Buches wurden am Sylvan Lake gedreht. Im Film schien der See direkt hinter dem Mount Rushmore zu liegen, in Wirklichkeit ist er aber etwa 8 Kilometer südwestlich von davon.

## Galerie

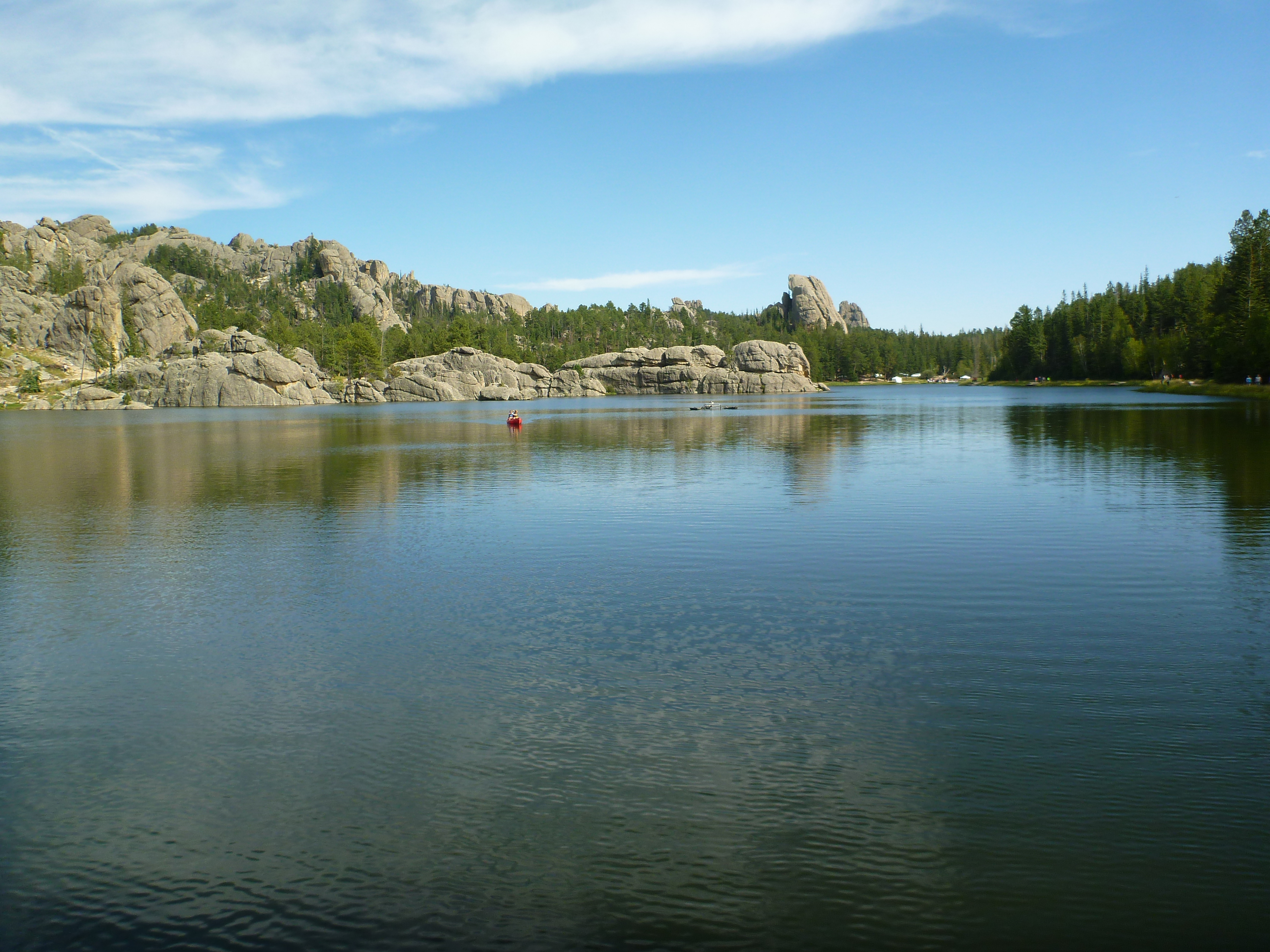
Kanu auf dem See
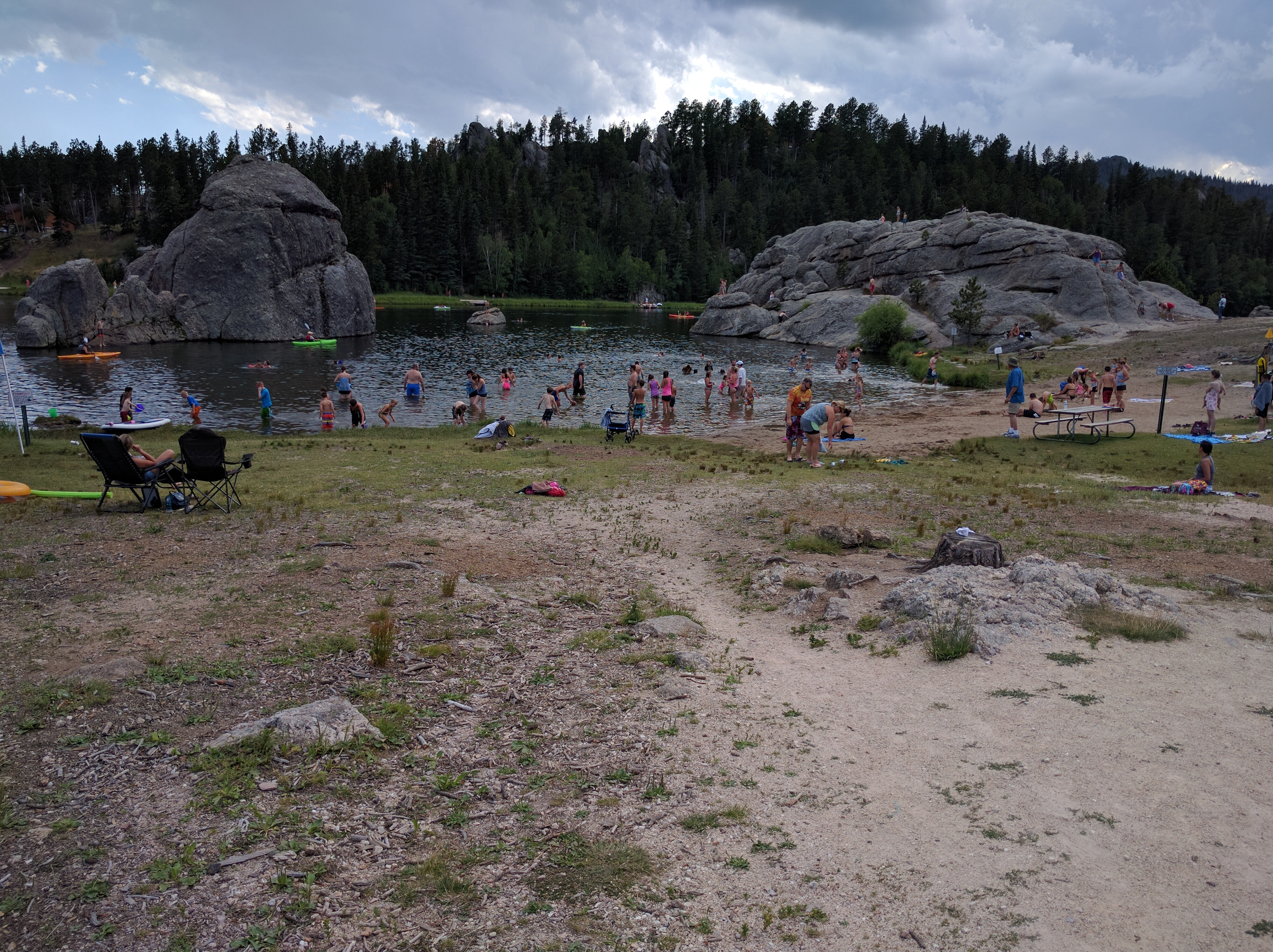
Freizeitaktivitäten am und im See
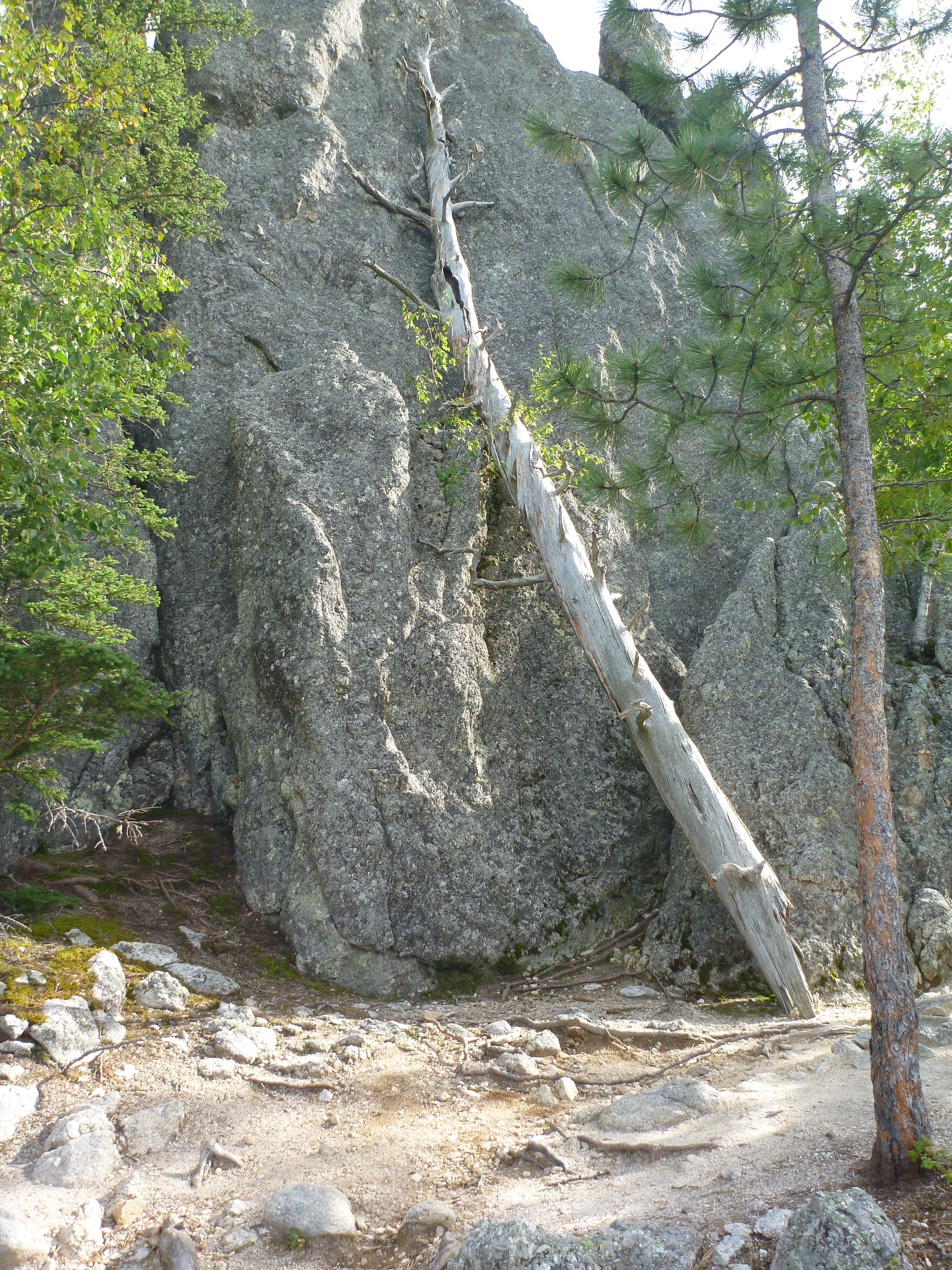
Alter toter Baum am Seeufer
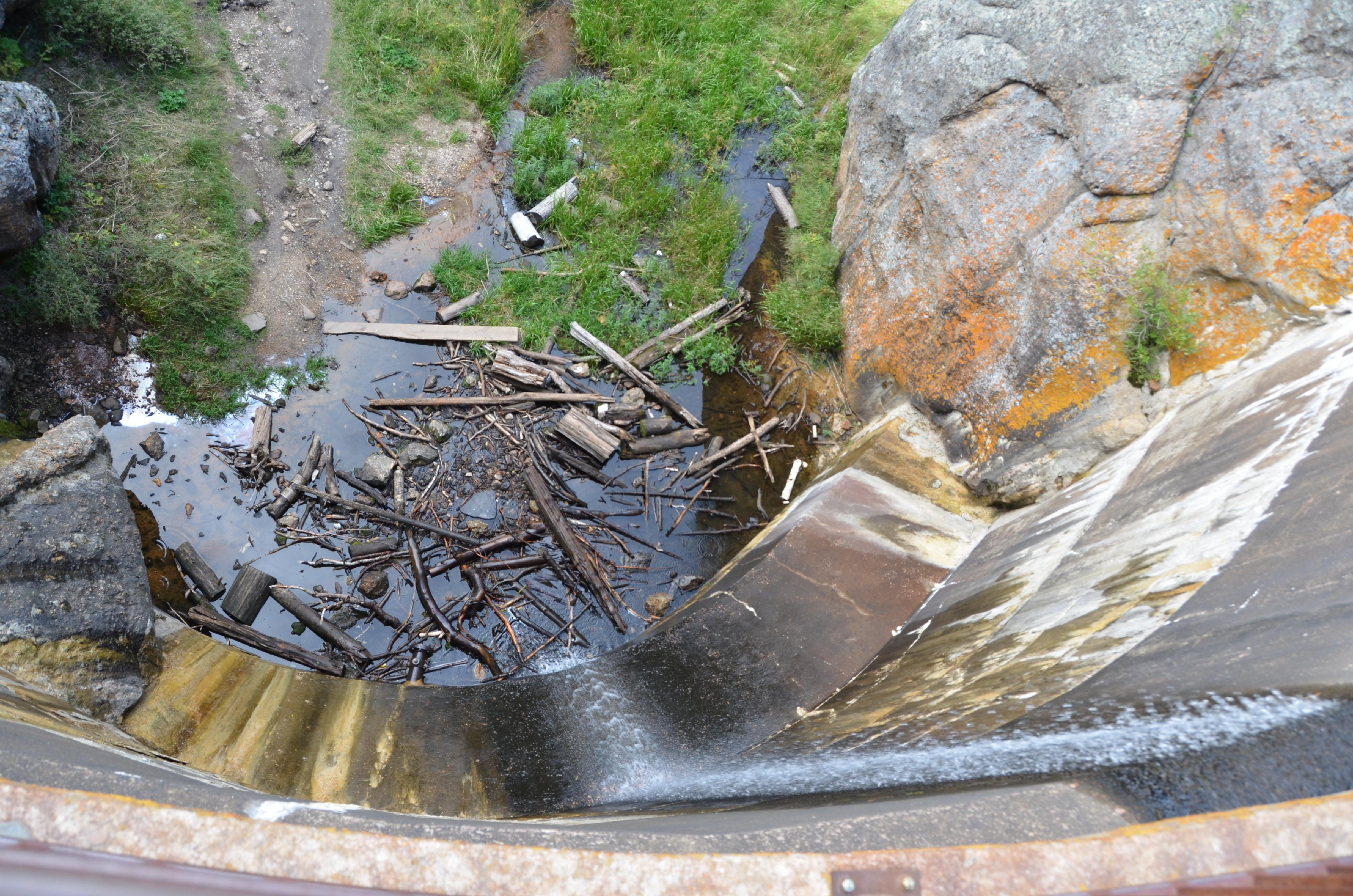
Blick vom Sylvan Lake Water Dam auf den Sunday Gulch Creek